# Estadio Salem Mabrouki
El Estadio Salem Mabrouki ( en árabe : ملعب سالم مبروكي ) es un estadio multiusos en Rouïba, Argel, Argelia. Actualmente se utiliza principalmente para partidos de fútbol. El estadio tiene una capacidad de 12.000 personas.
Durante el año 2024 se utilizó como sede de las Eliminatorias de la Liga de Campeones Femenina de la CAF 2024.. Además se realizó un partido válido por las Clasificaciones para el Mundial femenino de fútbol sub-17.